# Idea tambusisiana
Idea tambusisiana is een vlinder uit de onderfamilie Danainae van de familie Nymphalidae. De wetenschappelijke naam van de soort is voor het eerst geldig gepubliceerd in 1981 door Anthony Bedford-Russel.
De soort komt alleen voor in Indonesië.

## Ondersoorten
- Idea tambusisiana tambusisiana
- Idea tambusisiana hideoi Okano, 1985